# FriendFeed
O Friendfeed é um agregador de feeds e uma rede social, que consolida as atualizações de mídias sociais (Ex: Facebook), sites de bookmark social (Ex: Delicious), blogs e microblogs (Ex: blogger e twitter), assim como qualquer outro tipo de feed de RSS/Atom. 
Os usuários podem usar esse fluxo de informação para criar feeds de RSS customizáveis para compartilhar e comentar com amigos. O objetivo do Friendfeed, de acordo com seu site, é transformar o conteúdo da Web mais relevante para você usando sua rede social existente como ferramenta para descobrir informações interessantes. O usuário pode ser, individual, empresarial ou uma organização.
FriendFeed tem base em Palo Alto, Califórnia. O objetivo do FriendFeed, de acordo com o site deles, era tornar o conteúdo da Web mais relevante e útil, usando as redes sociais existentes como uma ferramenta para descobrir informações interessantes. Os usuários podem ser um indivíduo, empresa ou organização. Os blogueiros que escreveram sobre o FriendFeed disseram que este serviço aborda as deficiências dos serviços de mídia social que facilitam exclusivamente o rastreamento das atividades de mídia social de seus próprios membros nesse serviço de mídia social específico, enquanto o FriendFeed oferece a possibilidade de rastrear essas atividades (como postar em blogs, Twitter e Flickr) em uma ampla variedade de redes sociais.
Alguns blogueiros estavam preocupados com os leitores comentando em suas postagens no FriendFeed em vez de em seus blogs, resultando em menos visualizações de página para o blogueiro.

## Serviços Suportados
O usuário pode configurar sua conta do FriendFeed para agregar atualizações dos seguintes serviços:
| Blogs - Ameba - Baidu - Blogger - Tumblr - Live Journal - Skyrock Favoritos - Delicious - Diigo - Furl - Google Shared Stuff - Hatena - Ma.gnolia - Mister Wong - StumbleUpon - Twine |  | Livros - Goodreads - LibraryThing Notícias/Novidades - Digg - Google Reader - Menéame - Mixx - Reddit Fotos - Flickr - Fotolog - Photobucket - Picasa Web Albums - SmugMug - Zooomr |  | Status - Brightkite - Facebook - Gmail/Google Talk - identi.ca - Jaiku - Plurk - Twitter Música - iLike - Last.fm - Pandora - SoundCloud |  | Vídeo - 12seconds - Dailymotion - Joost - Seesmic - Smotri - Vimeo - YouTube Comentários - Backtype - Disqus - Intense Debate |  | Variados - RSS/Atom Customizados - Amazon.com - LinkedIn - Netflix - Netvibes - Polyvore - Select2gether - SlideShare - tipjoy - Upcoming - Wakoopa - Yelp - (Outras redes e sites que possuam feeds de RSS/Atom podem ser incluídos nessa categoria) |